# Liste der denkmalgeschützten Objekte in Rybník nad Radbuzou
Grundlage dieser Liste der denkmalgeschützten Objekte in Rybník nad Radbuzou ist die ÚSKP-Liste (Ústřední seznam kulturních památek České republiky, deutsch Zentrale Liste der Kulturdenkmäler der Tschechischen Republik), die von der tschechischen Denkmalschutzbehörde NPÚ (Národní památkový ústav, deutsch Nationale Denkmalbehörde) seit 1987 geführt wird und an die seit dem Jahr 1850 geschaffenen Listen anschließt.

## Denkmalgeschützte Objekte nach Ortsteilen

### Rybník nad Radbuzou
| Lage             | Objekt            | Beschreibung                       | ÚSKP-Nr.                  | Bild           |
| ---------------- | ----------------- | ---------------------------------- | ------------------------- | -------------- |
| Diana (Standort) | Jagdschloss Diana | Mauerreste des Jagdschlosses Diana | 29252/4-5179 Info Katalog | weitere Bilder |

### Mostek
| Lage              | Objekt | Beschreibung | ÚSKP-Nr.            | Bild           |
| ----------------- | ------ | --- | ------------------- | -------------- |
| Mostek (Standort) | Brücke | kleine Brücke über die Radbuza, für Autoverkehr gesperrt; Rest des aufgelassenen ehemaligen deutsch-böhmischen Dorfes Schwanenbrückl | 100951 Info Katalog | weitere Bilder |